# 京都市電西大路線
西大路線（にしおおじせん）は、京都市の北大路通の西端から西大路通に掛けて敷設されていた京都市電の軌道路線。
昭和初期に［都市計畫軌道延長第二期事業（外劃線）］の一環として建設された。円町－西大路四条については、四条通西大路－大宮の道路造成が新京阪鉄道地下鉄道線計画の関係で遅延して軌道敷設が出来ず、御大典に際して新京阪京都西院駅と丸太町線を連絡して乗客を輸送すべく開業が緊要となり、周辺の区画整理事業を待たずして建設が急がれた。（四条通西大路－大宮はその後、トロリーバスで開業している）
全区間が併用軌道。路線は北区紫野から南区吉祥院までを結び、外周線の一端を担っていた。
京都市電の最終日まで営業を続け、1978年（昭和53年）に廃止された。

## 沿革
- 1923年（大正12年）5月26日 市会が「第七十七號議案」を議決し、西大路線路線決定
- 1928年（昭和3年）11月5日 西ノ京円町（後に円町と改称）－西大路四条開業
- 1935年（昭和10年.）
  - 6月3日 西大路四条－西大路七条開業
  - 9月21日 京極変電所開設
  - 12月20日 千本北大路－わら天神前開業
- 1936年（昭和11年）11月17日 わら天神前－白梅町開業
- 1938年（昭和13年）
  - 6月16日 衣笠変電所開設
  - 3月28日 西大路駅前－西大路九条開業
  - 12月22日 西大路七条－西大路八条開業
- 1939年（昭和14年）7月5日 西大路八条－西大路駅前開業
- 1940年（昭和15年）12月2日 急行運転開始（日曜祝祭日を除く午前6時－午前9時／午後4時－午後7時）
- 1943年（昭和18年）
  - 2月21日 急行運転強化（日曜祝祭日を含む毎日午前6時－午前10時／午後4時－午後8時）
  - 10月1日 白梅町－西ノ京円町開業　［西大路線全線開業］
  - 11月1日 終日急行運転実施（終了期日不明）
- 1962年（昭和37年）3月27日 急行運転開始（日曜祝日を除く午前7時－午前9時）
- 1964年（昭和39年）6月1日 ワンマンカー運行開始（当初3週間は添乗者が付き、一人乗務は6月22日実施）
- 1965年（昭和40年）
  - 9月10日 2両連結運転開始（日曜祝日を除く午前7時－午前9時）
  - 12月1日 自動車の併用軌道乗入全面開放
- 1970年（昭和45年）1月16日 2両連結運転終了
- 1975年（昭和50年）
  - 3月30日 全車ワンマンカー化実施
  - 4月15日 一部区間で諸車の併用軌道乗入禁止を実施
- 1977年（昭和52年）10月1日 京極変電所廃止
- 1978年（昭和53年）
  - 9月30日 「さようなら 京都市電」電車運行
  - 10月1日 全線廃止。市バス205号系統に転換／衣笠変電所廃止

## 駅一覧
停留所／交叉する通り（接続、距離、急行停車駅は路線図参照）
- 千本北大路／千本通
- 金閣寺前／鞍馬口通
- わら天神前／寺之内通
- 衣笠校前
- 白梅町／今出川通
- 大将軍／仁和寺街道
- 西大路下立売／下立売通
- 円町／丸太町通
- 太子道／旧二条通 新二条通
- 西大路御池／御池通
- 西大路三条／三条通
- 西大路蛸薬師／蛸薬師通
- 西大路四条／四条通
- 西大路松原／松原通
- 西大路五条／五条通
- 西大路花屋町／花屋町通
- 西大路七条／七条通
- 西大路八条／八条通
- 西大路駅前
- 西大路九条／九条通

## 他線との交叉
平面交叉
- 京福電気鉄道北野線 白梅町駅／優先 北野線
（1958年9月15日まで）
- 京福電気鉄道嵐山本線 三条口駅／優先 嵐山本線

立体交叉
- 山陰本線／西大路通 開削潜過
- 東海道本線 他／西大路通 開削潜過